# 周新城
周新城（1934年12月—2020年10月20日），男，江苏武进人，中国马克思主义政治经济学家，中国人民大学马克思主义学院教授，曾任中国人民大学研究生院院长。

## 生平
1934年12月生，1950年参加工作。1955年始在中国人民大学经济系读本科、研究生，1962年毕业留校，先后任教于经济系、苏联东欧研究所。1979年聘为讲师，1983年聘为副教授，1984年经国务院特批，聘为教授。1986年5月至1990年5月任中国人民大学研究生院副院长，1990年5月至2000年10月经中华人民共和国国家教育委员会批准，任院长（副校级），兼任苏联东欧研究所所长。2000年10月后任中国人民大学马克思主义学院教授。2009年被评为一级教授。2020年10月20日逝世，享年86岁。

## 争议
据中国人大毕业的一名学者说，1989年前，周新城曾对戈尔巴乔夫有高度评价，认为苏联改革、民主化、公开性好。1989年后观点发生巨大改变。
2018年，中共理论刊物《求是》旗下微博“旗帜”转发周新城文章《“共产党人可以把自己的理论概括为一句话：消灭私有制”——纪念〈共产党宣言〉发表170周年》，文章称共产主义就是要消灭私有制，批判了张五常和吴敬琏，称张五常为“赤裸裸地反党反社会主义的新自由主义分子”，认为吴敬琏“怎么看国企都不顺眼，非要彻底消灭不可。”他引用马克思、恩格斯、列宁和邓小平语录和共产主义原教旨主义理论，抨击中国自由主义私有化思潮，引发讨论和争议及多方批判。对此，张五常表示非常震惊。有观点认为，周新城不只是反对私有制，而是要维护公有制的正当性，为国企正名，营造“国进民退”的舆论。他的言论引发了中国一些企业家的恐慌。经济学家晏智杰则批周新城言论“苍白无力，根本不懂马克思”。

## 著作
- 《苏联经济改革概况》，中国人民大学出版社，1981
- 《苏联农业》，农业出版社，1981
- 《“共同市场”的农业政策》（译著），农业出版社，1983
- 《苏联经济战略》，中国人民大学出版社，1989
- 《苏联东欧国家的演变及其教训》，中国人民大学出版社，1991
- 《苏联政治经济七十年》，[出版单位不详]，1993
- 《人道的民主社会主义批判》，[出版单位不详]，1994
- 《评人道的民主社会主义》，中国人民大学出版社，1998
- 《什么是社会主义》，经济科学出版社，2000
- 《邓小平经济理论概论》，中国人民大学出版社，2000
- 《苏联东欧国家的演变及其历史教训》，安徽人民出版社，2000
- 《越南、古巴社会主义现状与前景》，安徽人民出版社，2000
- 《对世纪性悲剧的思考——苏联演变的性质、原因和教训》，中国人民大学出版社，2000
- 《邓小平经济理论研究》，海南出版社，2000
- 《认识与探索》，中国人民大学出版社，2004
- 《科学社会主义理论与实践》，武汉大学出版社，2006
- 《我国社会主义初级阶段所有制结构改革状况》，中国经济出版社，2007
- 《世界社会主义问题研究》，合肥工业大学出版社，2008
- 《民主社会主义思潮评析》，社会科学文献出版社，2008
- 《苏联演变的原因与教训》，社会科学文献出版社，2008
- 《中国特色社会主义经济制度论》，中国经济出版社，2008